# Tour dels Fiords 2018
El Tour dels Fiords 2018, 11a edició del Tour dels Fiords, es disputà entre el 22 i 24 de maig de 2018 sobre un recorregut de 564,06 km repartits entre tres etapes, amb inici a Lindesnes i final a Egersund. La cursa formava part del calendari de l'UCI Europa Tour 2018, amb una categoria 2.HC.
El vencedor final fou el suís Michael Albasini (Mitchelton-Scott), que també guanyà una etapa i la classificació per punts. Completaren el podi el belga Bjorg Lambrecht (Lotto-Soudal), alhora guanyador d'una etapa i de la classificació dels joves, i el neerlandès Pim Ligthart (Roompot-Nederlandse Loterij). Carlos Verona (Mitchelton-Scott) guanyà la classificació de la muntanya i el Roompot-Nederlandse Loterij la classificació per equips.

## Equips
Vint-i-un equips van prendre part en aquesta edició.
| WorldTeams (9)- Dimension Data - EF Education First-Drapac p/b Cannondale - Lotto NL-Jumbo - Lotto Soudal - Mitchelton-Scott - Quick-Step Floors - Sky - Team Sunweb - Trek-Segafredo Equips continentals professionals (8)- Aqua Blue Sport - Caja Rural-Seguros RGA - CCC Sprandi Polkowice - Delko-Marseille Provence-KTM - Israel Cycling Academy - Nippo-Vini Fantini-Europa Ovini - Roompot-Nederlandse Loterij - Sport Vlaanderen-Baloise Equips continentals (4)- Coop - Uno-X Norwegian Development - Team Joker Icopal - Virtu Cycling |
| |

## Etapes
| Etapa    | Data       | Ciutats d'etapa      | type              | Distància (km) | Vencedor de l'etapa | Líder de la general |
| -------- | ---------- | -------------------- | ----------------- | -------------- | ------------------- | ------------------- |
| 1a etapa | 22 de maig | Lindesnes – Grimstad | etapa plana       | 191,43         | Fabio Jakobsen      | Fabio Jakobsen      |
| 2a etapa | 23 de maig | Risør – Kristiansand | etapa plana       | 188,85         | Michael Albasini    | Fabio Jakobsen      |
| 3a etapa | 24 de maig | Farsund – Egersund   | etapa accidentada | 183,78         | Bjorg Lambrecht     | Michael Albasini    |

### Etapa 1
| \| Classificació de l'etapa \| Classificació de l'etapa \| Classificació de l'etapa \| Classificació de l'etapa \| Classificació de l'etapa \| \| Corredor \| Corredor \| Equip \| Temps \| \| \| ------------------------ \| ------------------------ \| ------------------------------- \| ------------------------ \| ------------------------ \| \| 1r \| Fabio Jakobsen \| Quick-Step Floors \| 4h 22' 32" \| \| \| 2n \| Moreno Hofland \| Lotto-Soudal \| + 0" \| \| \| 3r \| Timo Roosen \| LottoNL-Jumbo \| + 0" \| \| \| 4t \| Amund Grøndahl Jansen \| LottoNL-Jumbo \| + 0" \| \| \| 5è \| Edvald Boasson Hagen \| Dimension Data \| + 0" \| \| \| 6è \| Eduard-Michael Grosu \| Nippo-Vini Fantini-Europa Ovini \| + 0" \| \| \| 7è \| Nelson Soto Martínez \| Caja Rural-Seguros RGA \| + 0" \| \| \| 8è \| Jeroen Meijers \| Roompot-Nederlandse Loterij \| + 0" \| \| \| 9è \| Michael Albasini \| Mitchelton-Scott \| + 0" \| \| \| 10è \| Dries Van Gestel \| Sport Vlaanderen-Baloise \| + 0" \| \| |                       |                                 |            |
| |                       |                                 |            |
| Font: ProCyclingStats |                       |                                 |            |
| Classificació de l'etapa |                       |                                 |            |
| Corredor | Corredor              | Equip                           | Temps      |
| 1r | Fabio Jakobsen        | Quick-Step Floors               | 4h 22' 32" |
| 2n | Moreno Hofland        | Lotto-Soudal                    | + 0"       |
| 3r | Timo Roosen           | LottoNL-Jumbo                   | + 0"       |
| 4t | Amund Grøndahl Jansen | LottoNL-Jumbo                   | + 0"       |
| 5è | Edvald Boasson Hagen  | Dimension Data                  | + 0"       |
| 6è | Eduard-Michael Grosu  | Nippo-Vini Fantini-Europa Ovini | + 0"       |
| 7è | Nelson Soto Martínez  | Caja Rural-Seguros RGA          | + 0"       |
| 8è | Jeroen Meijers        | Roompot-Nederlandse Loterij     | + 0"       |
| 9è | Michael Albasini      | Mitchelton-Scott                | + 0"       |
| 10è | Dries Van Gestel      | Sport Vlaanderen-Baloise        | + 0"       |

| \| Classificació general \| Classificació general \| Classificació general \| Classificació general \| Classificació general \| \| Corredor \| Corredor \| Equip \| Temps \| \| \| --------------------- \| --------------------- \| ------------------------------- \| --------------------- \| --------------------- \| \| 1r \| Fabio Jakobsen \| Quick-Step Floors \| 4h 22' 22" \| \| \| 2n \| Moreno Hofland \| Lotto-Soudal \| + 4" \| \| \| 3r \| František Sisr \| CCC Sprandi Polkowice \| + 5" \| \| \| 4t \| Henrik Evensen \| Joker Icopal \| + 5" \| \| \| 5è \| Timo Roosen \| LottoNL-Jumbo \| + 6" \| \| \| 6è \| Floris Gerts \| Roompot-Nederlandse Loterij \| + 8" \| \| \| 7è \| Amund Grøndahl Jansen \| LottoNL-Jumbo \| + 10" \| \| \| 8è \| Edvald Boasson Hagen \| Dimension Data \| + 10" \| \| \| 9è \| Eduard-Michael Grosu \| Nippo-Vini Fantini-Europa Ovini \| + 10" \| \| \| 10è \| Nelson Soto Martínez \| Caja Rural-Seguros RGA \| + 10" \| \| |                       |                                 |            |
| |                       |                                 |            |
| Font: ProCyclingStats |                       |                                 |            |
| Classificació general |                       |                                 |            |
| Corredor | Corredor              | Equip                           | Temps      |
| 1r | Fabio Jakobsen        | Quick-Step Floors               | 4h 22' 22" |
| 2n | Moreno Hofland        | Lotto-Soudal                    | + 4"       |
| 3r | František Sisr        | CCC Sprandi Polkowice           | + 5"       |
| 4t | Henrik Evensen        | Joker Icopal                    | + 5"       |
| 5è | Timo Roosen           | LottoNL-Jumbo                   | + 6"       |
| 6è | Floris Gerts          | Roompot-Nederlandse Loterij     | + 8"       |
| 7è | Amund Grøndahl Jansen | LottoNL-Jumbo                   | + 10"      |
| 8è | Edvald Boasson Hagen  | Dimension Data                  | + 10"      |
| 9è | Eduard-Michael Grosu  | Nippo-Vini Fantini-Europa Ovini | + 10"      |
| 10è | Nelson Soto Martínez  | Caja Rural-Seguros RGA          | + 10"      |

### Etapa 2
| \| Classificació de l'etapa \| Classificació de l'etapa \| Classificació de l'etapa \| Classificació de l'etapa \| Classificació de l'etapa \| \| Corredor \| Corredor \| Equip \| Temps \| \| \| ------------------------ \| ------------------------ \| --------------------------- \| ------------------------ \| ------------------------ \| \| 1r \| Michael Albasini \| Mitchelton-Scott \| 4h 33' 02" \| \| \| 2n \| Pim Ligthart \| Roompot-Nederlandse Loterij \| + 0" \| \| \| 3r \| Kristoffer Halvorsen \| Team Sky \| + 0" \| \| \| 4t \| Edvald Boasson Hagen \| Dimension Data \| + 0" \| \| \| 5è \| Amund Grøndahl Jansen \| LottoNL-Jumbo \| + 0" \| \| \| 6è \| Timo Roosen \| LottoNL-Jumbo \| + 0" \| \| \| 7è \| Fabio Jakobsen \| Quick-Step Floors \| + 0" \| \| \| 8è \| Davide Martinelli \| Quick-Step Floors \| + 0" \| \| \| 9è \| Herman Dahl \| Joker Icopal \| + 0" \| \| \| 10è \| Søren Kragh Andersen \| Team Sunweb \| + 0" \| \| |                       |                             |            |
| |                       |                             |            |
| Font: ProCyclingStats |                       |                             |            |
| Classificació de l'etapa |                       |                             |            |
| Corredor | Corredor              | Equip                       | Temps      |
| 1r | Michael Albasini      | Mitchelton-Scott            | 4h 33' 02" |
| 2n | Pim Ligthart          | Roompot-Nederlandse Loterij | + 0"       |
| 3r | Kristoffer Halvorsen  | Team Sky                    | + 0"       |
| 4t | Edvald Boasson Hagen  | Dimension Data              | + 0"       |
| 5è | Amund Grøndahl Jansen | LottoNL-Jumbo               | + 0"       |
| 6è | Timo Roosen           | LottoNL-Jumbo               | + 0"       |
| 7è | Fabio Jakobsen        | Quick-Step Floors           | + 0"       |
| 8è | Davide Martinelli     | Quick-Step Floors           | + 0"       |
| 9è | Herman Dahl           | Joker Icopal                | + 0"       |
| 10è | Søren Kragh Andersen  | Team Sunweb                 | + 0"       |

| \| Classificació general \| Classificació general \| Classificació general \| Classificació general \| Classificació general \| \| Corredor \| Corredor \| Equip \| Temps \| \| \| --------------------- \| --------------------- \| --------------------------- \| --------------------- \| --------------------- \| \| 1r \| Fabio Jakobsen \| Quick-Step Floors \| 8h 55' 24" \| \| \| 2n \| Michael Albasini \| Mitchelton-Scott \| + 0" \| \| \| 3r \| Pim Ligthart \| Roompot-Nederlandse Loterij \| + 4" \| \| \| 4t \| František Sisr \| CCC Sprandi Polkowice \| + 5" \| \| \| 5è \| Michael Gogl \| Trek-Segafredo \| + 5" \| \| \| 6è \| Timo Roosen \| LottoNL-Jumbo \| + 6" \| \| \| 7è \| Kristoffer Halvorsen \| Team Sky \| + 6" \| \| \| 8è \| Edvald Boasson Hagen \| Dimension Data \| + 10" \| \| \| 9è \| Amund Grøndahl Jansen \| LottoNL-Jumbo \| + 10" \| \| \| 10è \| Søren Kragh Andersen \| Team Sunweb \| + 10" \| \| |                       |                             |            |
| |                       |                             |            |
| Font: ProCyclingStats |                       |                             |            |
| Classificació general |                       |                             |            |
| Corredor | Corredor              | Equip                       | Temps      |
| 1r | Fabio Jakobsen        | Quick-Step Floors           | 8h 55' 24" |
| 2n | Michael Albasini      | Mitchelton-Scott            | + 0"       |
| 3r | Pim Ligthart          | Roompot-Nederlandse Loterij | + 4"       |
| 4t | František Sisr        | CCC Sprandi Polkowice       | + 5"       |
| 5è | Michael Gogl          | Trek-Segafredo              | + 5"       |
| 6è | Timo Roosen           | LottoNL-Jumbo               | + 6"       |
| 7è | Kristoffer Halvorsen  | Team Sky                    | + 6"       |
| 8è | Edvald Boasson Hagen  | Dimension Data              | + 10"      |
| 9è | Amund Grøndahl Jansen | LottoNL-Jumbo               | + 10"      |
| 10è | Søren Kragh Andersen  | Team Sunweb                 | + 10"      |

### Etapa 3
| \| Classificació de l'etapa \| Classificació de l'etapa \| Classificació de l'etapa \| Classificació de l'etapa \| Classificació de l'etapa \| \| Corredor \| Corredor \| Equip \| Temps \| \| \| ------------------------ \| ------------------------ \| --------------------------- \| ------------------------ \| ------------------------ \| \| 1r \| Bjorg Lambrecht \| Lotto-Soudal \| 4h 36' 43" \| \| \| 2n \| Michael Albasini \| Mitchelton-Scott \| + 0" \| \| \| 3r \| Edvald Boasson Hagen \| Dimension Data \| + 0" \| \| \| 4t \| Pim Ligthart \| Roompot-Nederlandse Loterij \| + 0" \| \| \| 5è \| Amund Grøndahl Jansen \| LottoNL-Jumbo \| + 3" \| \| \| 6è \| August Jensen \| Israel Cycling Academy \| + 3" \| \| \| 7è \| Ruben Guerreiro \| Trek-Segafredo \| + 3" \| \| \| 8è \| Søren Kragh Andersen \| Team Sunweb \| + 3" \| \| \| 9è \| Aaron Gate \| Aqua Blue Sport \| + 3" \| \| \| 10è \| Jeroen Meijers \| Roompot-Nederlandse Loterij \| + 3" \| \| |                       |                             |            |
| |                       |                             |            |
| Font: ProCyclingStats |                       |                             |            |
| Classificació de l'etapa |                       |                             |            |
| Corredor | Corredor              | Equip                       | Temps      |
| 1r | Bjorg Lambrecht       | Lotto-Soudal                | 4h 36' 43" |
| 2n | Michael Albasini      | Mitchelton-Scott            | + 0"       |
| 3r | Edvald Boasson Hagen  | Dimension Data              | + 0"       |
| 4t | Pim Ligthart          | Roompot-Nederlandse Loterij | + 0"       |
| 5è | Amund Grøndahl Jansen | LottoNL-Jumbo               | + 3"       |
| 6è | August Jensen         | Israel Cycling Academy      | + 3"       |
| 7è | Ruben Guerreiro       | Trek-Segafredo              | + 3"       |
| 8è | Søren Kragh Andersen  | Team Sunweb                 | + 3"       |
| 9è | Aaron Gate            | Aqua Blue Sport             | + 3"       |
| 10è | Jeroen Meijers        | Roompot-Nederlandse Loterij | + 3"       |

## Classificació final
| \| Classificació general \| Classificació general \| Classificació general \| Classificació general \| Classificació general \| \| Corredor \| Corredor \| Equip \| Temps \| \| \| --------------------- \| --------------------- \| --------------------------- \| --------------------- \| --------------------- \| \| 1r \| Michael Albasini \| Mitchelton-Scott \| 13h 32' 01" \| \| \| 2n \| Bjorg Lambrecht \| Lotto-Soudal \| + 6" \| \| \| 3r \| Pim Ligthart \| Roompot-Nederlandse Loterij \| + 10" \| \| \| 4t \| Edvald Boasson Hagen \| Dimension Data \| + 12" \| \| \| 5è \| Michael Gogl \| Trek-Segafredo \| + 14" \| \| \| 6è \| Timo Roosen \| LottoNL-Jumbo \| + 15" \| \| \| 7è \| Amund Grøndahl Jansen \| LottoNL-Jumbo \| + 19" \| \| \| 8è \| Søren Kragh Andersen \| Team Sunweb \| + 19" \| \| \| 9è \| Jeroen Meijers \| Roompot-Nederlandse Loterij \| + 19" \| \| \| 10è \| Ruben Guerreiro \| Trek-Segafredo \| + 19" \| \| |                       |                             |             |
| |                       |                             |             |
| Font: ProCyclingStats |                       |                             |             |
| Classificació general |                       |                             |             |
| Corredor | Corredor              | Equip                       | Temps       |
| 1r | Michael Albasini      | Mitchelton-Scott            | 13h 32' 01" |
| 2n | Bjorg Lambrecht       | Lotto-Soudal                | + 6"        |
| 3r | Pim Ligthart          | Roompot-Nederlandse Loterij | + 10"       |
| 4t | Edvald Boasson Hagen  | Dimension Data              | + 12"       |
| 5è | Michael Gogl          | Trek-Segafredo              | + 14"       |
| 6è | Timo Roosen           | LottoNL-Jumbo               | + 15"       |
| 7è | Amund Grøndahl Jansen | LottoNL-Jumbo               | + 19"       |
| 8è | Søren Kragh Andersen  | Team Sunweb                 | + 19"       |
| 9è | Jeroen Meijers        | Roompot-Nederlandse Loterij | + 19"       |
| 10è | Ruben Guerreiro       | Trek-Segafredo              | + 19"       |